# Dude Perfect
Dude Perfect (DP) je americký sportovní a komediální YouTubový kanál se sídlem v texaském Friscu. Kromě svého hlavního kanálu spustili i další kanály, například Dude Perfect Plus, Dude Perfect Gaming a Dude Perfect en Español. Dohromady tyto další kanály nasbíraly dalších 1,95 milionu odběratelů a získaly celkem více než 134 milionů zhlédnutí.

## Členové
Skupinu tvoří Tyler „The Beard“ Toney, „The Twins“ Cory a Coby Cottonovi, Garrett „The Purple Hoser“ Hilbert, Cody „The Tall Guy“ Jones a Sean Townsend. Členové se poznali na Texaské univerzitě A&M.

## Tvorba
Obsah kanálů se skládá převážně z videí zobrazujících různé triky, stereotypy lidí a kaskadérské kousky. Rovněž natáčejí různé sportovní soutěže. Mezi sebou pořádají různé soutěže, ve kterých musí poražený splnit úkol. Často se pokoušejí překonávat různé světové rekordy.

## Historie

### Začátek
Dne 9. dubna 2009 zveřejnili na YouTube své první video, na kterém skupina předvádí různé triky v domě Tylera Toneyho a v místním veřejném parku. Během týdne video získalo 200 000 zhlédnutí a bylo zmíněno v pořadu Good Morning America.
Krátce poté bylo zveřejněno druhé video, natočené na křesťanském letním táboře. Video nasbíralo přes 18 milionů zhlédnutí a stalo se virálním. Za každých 100 000 zhlédnutí videa se Dude Perfect zavázali sponzorovat jedno dítě z organizace Compassion International.
V roce 2010 představili svého maskota pandu. Ta se rychle stala oblíbeným symbolem na basketbalových zápasech Texas A&M, když se posmívala hráčům soupeře. V roce 2013 prozradili, že pandu hraje Garrettův mladší bratr Pierce Hilbert.

### Světové spolupráce
V roce 2016 se vypravili do Velké Británie, kde natáčeli video s hráči Manchesteru City, Arsenalu a Chelsea. V roce 2019 natáčeli s hercem Zacem Efronem. V roce 2021 vydali epizodu, ve které se objevil centr Boban Marjanovič z basketbalového týmu Dallas Mavericks. V další speciální epizodě se objevil hvězdný obránce Luka Dončić.

### Podnikání
V roce 2011 vydali vlastní bezplatnou mobilní hru Dude Perfect.
V roce 2015 si založili vlastní televizní pořad The Dude Perfect Show, který byl vysílán na CMT a na Viacomu.
V srpnu 2023 oznámil fotbalový klub Burnley, že se youtubeři stali oficiálními partnery dresů pro juniorské dresy a akademické týmy na sezónu 2023/24. Později téhož měsíce oznámili, že do klubu investovali.